# Madchat.org
Madchat.org est un site web français crée en 1997 et qui a fermé ses portes en novembre 2006. Son activité principale était alors de regrouper tous les E-Zines (magazines électroniques) issus de la contre-culture underground francophone, associant hacking, phreaking, science-fiction cyberpunk, philosophie underground et défense des logiciels libres.

## Contenu
L'idée de départ était de rassembler, trier et diffuser un maximum de documents en relation directe avec la contre-culture underground et le milieu des hackers. S'agissant d'une culture vaste et diversifiée, riche d'une vingtaine d'années d'histoire à l'époque de son lancement, le contenu du site peut étonner voire dérouter de par son ampleur et sa richesse. Certains contenus pouvaient s'avérer choquants ou immoraux, mais on ne peut contester la qualité du travail de documentaliste effectué en amont par l'équipe à l'origine de ce site.
Le site prenait donc la forme d'un dépôt, qui n'était en fait qu'un simple listage de répertoires et de fichiers, stylisé en couleurs sombres.
Ses administrateurs y plaçaient des documentations, mais aussi des œuvres artistiques et des fichiers musicaux, dont ils jugeaient le contenu intéressant ; de plus, les contributions des utilisateurs ont considérablement aidé à élargir le contenu de ce site.
Ainsi, le magazine électronique Noway y côtoyait des expérimentations musicales de Timothy Leary, des enregistrements pirates de concerts de Saez, ou encore des images provenant de la série animée Serial experiments Lain. Le site faisait également la part belle aux documentations purement techniques : développement de logiciels, exploitation de failles de sécurité, téléphonie, technologies web, réseaux, virologie informatique, et ainsi de suite.
Au cours du temps, le site a également hébergé un forum, et certaines pages où les administrateurs pouvaient s'exprimer dans ce qu'on pourrait maintenant appeler une sorte de weblog. Cela reste néanmoins anecdotique, l'essentiel de l'activité du site étant la diffusion de documentations.

## Impact
L'impact de Madchat.org sur le milieu underground hacker francophone a été très fort, dans la mesure où il s'agissait du premier site communautaire underground, fédérant autour de lui un grand nombre d'acteurs de la mouvance hacker, mais également beaucoup de personnes extérieures à ce milieu. Le site a existé pendant presque une décennie, et est resté actif durant toute cette durée (à l'exception de quelques périodes d'inactivité, mais ces périodes correspondent pour la plupart aux plusieurs fermetures successives), ce qui est très rare dans le milieu underground hacker, spécialement en France. Madchat.org a marqué de son empreinte l'histoire de la contre-culture hacking française.
Il a permis l'éveil de toute une génération de hackers en rassemblant les informations techniques et philosophiques dont ils avaient besoin pour progresser, et il a permis à cette contre-culture de se faire un peu connaître en France, où quasiment personne ne s'y intéressait.
Mais dans le même temps, ce site web a permis l'accès à un certain nombre d'informations sensibles, sans que le lecteur ne soit réellement mis au courant des risques. L'autre point négatif est que Madchat.org diffusait sans un contrôle de qualité parfait, et beaucoup de personnes voulant se faire passer pour des hackers se sont massivement mis à publier sur ce site web des documents de qualité médiocre, souvent repris d'autres publications.

## Affaires et fermetures
Le site web a connu une histoire pour le moins mouvementée : comme tout site web, il a suivi une évolution naturelle, excepté qu'elle fut jalonnée de plusieurs fermetures. Il a même une fois été piraté, sans grave conséquence pour le fonctionnement du site.
Il y a notamment une affaire célèbre a laquelle Madchat.org a été lié : celle de la diffusion du magazine électronique Cryptel. 
Au début de l'année 2001, deux jeunes mineurs Versaillais se font arrêter pour fraude aux télécommunications (piratage d'un PABX). Ils déclarent alors avoir pour cela suivi des indications trouvées dans le magazine électronique underground Cryptel qu'ils avaient téléchargé sur le site web madchat.org. La police cherche alors à contacter les responsables de ce site, et en premier lieu Damien Bancal, qui n'était que contact administratif (whois) de ce site administré par d'autres personnes. Contacté par la police en pleine nuit alors qu'il résidait aux États-Unis, l'administrateur réel(Léonard) du site web ferme le site, qui ne rouvrira qu'à l'été suivant, soit six à huit mois plus tard.

## Fermeture et réouverture
Depuis la fin de l'année 2006, Madchat.org est définitivement fermé, mais plusieurs sites redistribuent son contenu, et des archives complètes du site circulent actuellement sur les réseaux de partage de fichiers.